# Вилађо Белмонте (Варезе)
Вилађо Белмонте је насеље у Италији у округу Варезе, региону Ломбардија.
Према процени из 2011. у насељу је живело 27 становника. Насеље се налази на надморској висини од 261 м.